# Carlos Cheppi
Carlos Alberto Cheppi (Mar del Plata, 14 de junio de 1955) es un ingeniero agrónomo y político argentino. Desempeñó el cargo de Embajador de su país en Venezuela entre 2011 y fines de 2015.

## Biografía
Comenzó sus estudios en el Instituto Industrial Pablo Tavelli de la obra Don Orione. Luego obtuvo su título de ingeniero agrónomo en la Facultad de Ciencias Agrarias de Balcarce, de la Universidad Nacional de Mar del Plata, en 1981.
En 1983 ingresó al Instituto Nacional de Tecnología Agropecuaria (INTA), donde ocupó diversos cargos hasta llegar a ser su presidente.
Tuvo participación activa en la firma de convenios de cooperación tecnológica con Venezuela. Estos acuerdos incluyeron la venta de maquinaria agrícola argentina con destino a ese país, del orden de los 100 millones de dólares anuales durante cinco años. Desarrolló cursos en el INTA Manfredi (Córdoba) y en Venezuela con profesionales argentinos destinados a los maquinistas y productores caribeños. Llevó adelante otros convenios relacionados con la aplicación de la siembra directa, una técnica desarrollada en el país destinada a cuidar los suelos, con México y Sudáfrica, países a donde envió técnicos, para preparar el terreno para futuras misiones comerciales.
En 1991 fue designado Interventor del Consejo Agrario Provincial de Santa Cruz, cargo al que renunció en 1992, luego de reorganizar y racionalizar dicho organismo.
En 1993 fue Director por Concurso de la Estación Experimental Agropecuaria Hilario Ascasubi del INTA.
En 1996 asumió como Coordinador Nacional del Programa Federal de Reconversión Productiva para la Pequeña y Mediana Empresa Agropecuaria.
En 1997 integró el equipo técnico que formuló el Programa para Productores Familiares PROFAM, aprobado por el Consejo Directivo del INTA.
En julio de 1999 fue designado Director Ejecutivo de la Macrorregión Pampeana Sur del INTA.
En los primeros seis meses del 2000, fue Director Provincial de Desarrollo Rural del Ministerio de Agricultura.
En julio de 2003 fue designado vicepresidente del INTA, para luego ser nombrado presidente.
En el marco del Lock out agropecuario en Argentina de 2008, fue puesto a cargo de la Secretaría de Agricultura, cargo que desempeñó hasta septiembre de 2009.
En 2009 fue designado Embajador plenipotenciario de Asuntos Agrícolas del Ministerio de Relaciones Exteriores..
A su vez, comenzó a participar activamente en la política de Mar del Plata.[cita requerida]
Hacia fines de 2011, fue nombrado Embajador argentino en Venezuela.
En las elecciones primarias de la provincia de Buenos Aires de agosto de 2011, Cheppi se postuló como candidato a intendente de la ciudad de Mar del Plata, imponiéndose en la interna local oficialista con casi el 50% de los votos. Se ubicó en el tercer lugar de las generales con alrededor del 12%.
En las elecciones definitivas del 23 de octubre de 2011 quedó en segundo lugar, después de Gustavo Pulti, con 72.683 votos (20,53%), colocando así tres concejales en el Honorable Concejo Deliberante de la ciudad.